# Rakovec (Brežice, Slovenija)
Rakovec je naselje u Općini Brežice u istočnoj Sloveniji. Rakovec se nalazi u pokrajini Dolenjskoj i statističkoj regiji Donjoposavskoj. 

## Stanovništvo
Prema popisu stanovništva iz 2002. godine Rakovec je imao 66 stanovnika.